# Aulnoy
Aulnoy – miejscowość i gmina we Francji, w regionie Île-de-France, w departamencie Sekwana i Marna.
Według danych na rok 1990 gminę zamieszkiwało 296 osób, a gęstość zaludnienia wynosiła 21 osób/km² (wśród 1287 gmin regionu Île-de-France Aulnoy plasuje się na 929. miejscu pod względem liczby ludności, natomiast pod względem powierzchni na miejscu 189.).